# María Sornosa Martínez
María Sornosa Martínez, née le 15 juin 1949 à Manises, est une femme politique espagnole.
Membre d'Izquierda Unida et du Parti socialiste ouvrier espagnol, elle siège au Parlement européen de 1994 à 2009.